# حسین اغماض
حسین اغماض (زاده ۲۴ بهمن ۱۳۲۴، بندر انزلی) ورزشکار و قهرمان بوکس می‌باشد.

## زندگی‌نامه
حسین اغماض بوکس را از سال ۱۳۴۰ در بندر انزلی و باشگاه ورزشی گیو بندر انزلی  به سرپرستی مرحوم عزیز وکیل منفرد پدر ورزش ایران، بندر انزلی و قهرمان مسابقات دو و میدانی ماراتون کشور شروع کرد. 
مربیان وی در دوران ورزشی خود عبارت است از مرحوم ایرج سلامی کهن و مرحوم مظفر مسافری . 
وی هم دورهٔ آقایان حجت بربری، نصرت وکیل منفرد، سهراب وکیل منفرد، داوود بلانش، قاسم سلمسلانی، جبار فعلی، رشید احراری، فریدون پیجر ریش سفید، خلیل مسافری، انور در طلوعی و حسین براری بود . 
در یک دوره از مسابقات آسیایی پای چپ او به علت پارگی بخیه خورد بود . رئیس فدراسیون وقت جناب آقای پیاس نازار بکیان او را از شرکت در مسابقه منع نمود، چون امکان بریدن پای او نیز مطرح بود، در صورت عدم شرکت حسین اغماض ایران به مقام سوم می‌رسید و با شرکت وی در مسابقه و حتی در صورت باخت تیم ایران در مکان دوم قرار می‌گرفت وی با شرکت در این مسابقه در مقابل نماینده تایلند ایران را به مقام دوم آن رقابتها رساند .
از سال ۱۳۶۴ بعلت تعطیل شدن بوکس که به عنوان مربی در نیروی دریایی استخدام شد و انجام وظیفه می‌کرد . و هم‌اکنون بازنشسته این سازمان می‌باشد .

انزلی قطب بوکس ایران

## افتخارات
حسین اغماض قهرمان اسبق بوکس ایران و آسیا و جهان و کاپیتان تیم ملی بوکس ایران در المپیک مونیخ ۱۹۷۲ دارنده ۱۶ مدال طلا از میادین ورزشی و دارنده دستکش طلایی می‌باشد . او از سال ۱۳۴۰ در مسابقات آموزشگاههای کشور شرکت کرد و چهار مرتبه قهرمان اول آموزشگاههای کشور شد او دارندهٔ چهار مدال طلا و قهرمان کارگران کشور و دارندهٔ چهار مدال طلاو قهرمانی از رقابتهای ارتشهای ایران و پنج مدال طلا از قهرمانی کشور است .